# Salifou Diarrassouba
Salifou Diarrassouba (* 20. Dezember 2001) ist ein burkinisch-ivorischer Fußballspieler.

## Karriere

### Verein
Diarrassouba begann seine Laufbahn bei ASEC Mimosas in der Elfenbeinküste, bei dem er dann in den Herrenbereich befördert wurde. Zur Saison 2020/21 wechselte er auf Leihbasis zum Schweizer Erstligisten FC St. Gallen. Am 30. Januar 2021, dem 17. Spieltag, gab er beim 2:3 gegen den FC Zürich sein Debüt in der erstklassigen Super League, als er zur zweiten Halbzeit für Victor Ruiz Abril eingewechselt wurde. Bis Saisonende kam er zu fünf Einsätzen in der höchsten Schweizer Spielklasse, wobei er ein Tor erzielte.

### Nationalmannschaft
Diarrassouba absolvierte 2019 im Rahmen der U-20-Fußball-Afrikameisterschaft 2019 drei Partien für die burkinische U-20-Auswahl.